# Кимхэ
Кимхэ (кор. 김해시?, 金海市? кимхэ-си, «город Кимхэ»), Кимхэ́-си — город в провинции Кёнсан-Намдо, Республика Корея. Кимхэ является родным городом клана Кимов, аристократической линии, ведущей своё начало от правящей элиты раннекорейского государства Кымгван Кая. Город известен своими историческими достопримечательностями раннекорейских государств Пёнхан и Кымгван Кая.

## История
История Кимхэ начинается с образования племенных союзов Кая на его современной территории. В 542 году Кая была захвачена государством Силла, и на территории Кимхэ возник уезд Кымгван. В 756 году Кымгван был переименован в Кимхэ (Кимхэ Согён). Во время династии Корё в 971 году Кимхэ получил статус бу. Почти через тысячу лет, на закате правления династии Чосон Кимхэ получил статус уезда (кун). Статус города (си) был получен 10 мая 1995 года.

## География
Кимхэ находится на юго-востоке Корейского полуострова. На востоке и юго-востоке граничит с Пусаном и Янсаном, на западе — с Чханвоном, на севере — с Миряном. Ландшафт гористый на западе и относительно равнинный на востоке.

## Административное деление
Кимхэ административно делится на 1 ып, 7 мёнов и 9 тонов (донов):
| Название        | Хангыль    | Площадь, км² | Население, чел | Внутреннее деление |
| --------------- | ---------- | ------------ | -------------- | ------------------ |
| Чинёнып         | 진영읍     | 59,95        | 9 039          | 11 ри              |
| Сэнниммён       | 생림면     | 59,95        | 9 039          | 11 ри              |
| Танвольмён      | 단월면     | 107,94       | 3 109          | 9 ри               |
| Тэдонмён        | 대동면     | 102,24       | 12 024         | 13 ри              |
| Халлиммён       | 한림면     | 59,49        | 11 166         | 12 ри              |
| Чанъюмён        | 장유면     | 35,08        | 108 630        | 12 ри              |
| Чиллемён        | 진례면     | 44,83        | 8 780          | 10 ри              |
| Чучхонмён       | 주촌면     | 39,69        | 32 912         | 13 ри              |
| Нэведон         | 내외동     | 5,35         | 88 483         |                    |
| Пувондон        | 부원동     | 2,06         | 7 645          |                    |
| Пукпудон        | 북부동     | 13,92        | 74 622         |                    |
| Пурамдон        | 불암동     | 2,59         | 9 371          |                    |
| Самандон        | 삼안동     | 11,29        | 45 077         |                    |
| Тонсандон       | 동상동     | 37,91        | 4 841          |                    |
| Хвальчхондон    | 활천동     | 5,88         | 45 814         |                    |
| Хвехёндон       | 회현동     | 1,14         | 9 679          |                    |
| Чхильсансобудон | 칠산서부동 | 20,05        | 9 638          |                    |

## Туризм и достопримечательности
- Национальный музей Кимхэ. Экспозиция посвящена в основном наследию корейского протогосударства Кая[4].
- Астрономическая обсерватория Кимхэ. Расположена на горе Пунсонсан. Общая площадь комплекса — около 7 тыс. м². Обсерватория открыта для посещения туристами[5].
- Дом-музей бывшего президента Южной Кореи Но Мухёна. Расположен в местечке Понсанни[6].
- Культурный фестиваль Кая, посвящённый культурному и фольклорному наследию древнего племенного союза Кая[7][8].
- Могила короля Суро
- Могила королевы Хо
- Холм Куджибон
- Археологические памятники в Понхвандоне
- Крепость Пунсансон
- Буддийский монастырь Ынхаса
- Северные ворота Кимхэыпсона
- Темастический парк истории Кая
- Конфуцианская школа Кимхэхянгё
- Могильные курганы в Тэсондоне

- Археологические памятники в Понхвандоне
- Гробница короля Суро
- Могильные курганы в Тэсондоне

## Символы
Как и остальные города и уезды Южной Кореи, Кимхэ имеет ряд символов:
- Дерево: гингко.
- Цветок: цветок сливы.
- Птица: сорока.
- Маскот: черепашка Хэдон, персонаж мифов о древнем королевстве Карак.

## Города-побратимы
Кимхэ имеет ряд городов-побратимов:
- Мунаката, префектура Фукуока, Япония (1992)
- Бьенхоа, провинция Донгнай, Вьетнам (1996)
- Сейлем, штат Орегон, США (1997)
- Лейквуд, штат Вашингтон, США
- Лайси, провинция Шаньдун, Китай (1997)
- Уси, провинция Цзянсу, Китай (2005)
- Айодхья, штат Уттар-Прадеш, Индия (2000)